# Etna (Oklahoma)
Etna is een gemeentevrij gebied in de county Garfield in de staat Oklahoma. Het ligt 361 meter boven zeeniveau.